# Dig Out Your Soul
"Dig Out Your Soul" er det 8. studiealbum fra den engelske rockgruppe Oasis. Albummet udkom i oktober 2008.